# Biserica Sfântul Gheorghe din Drăgușeni

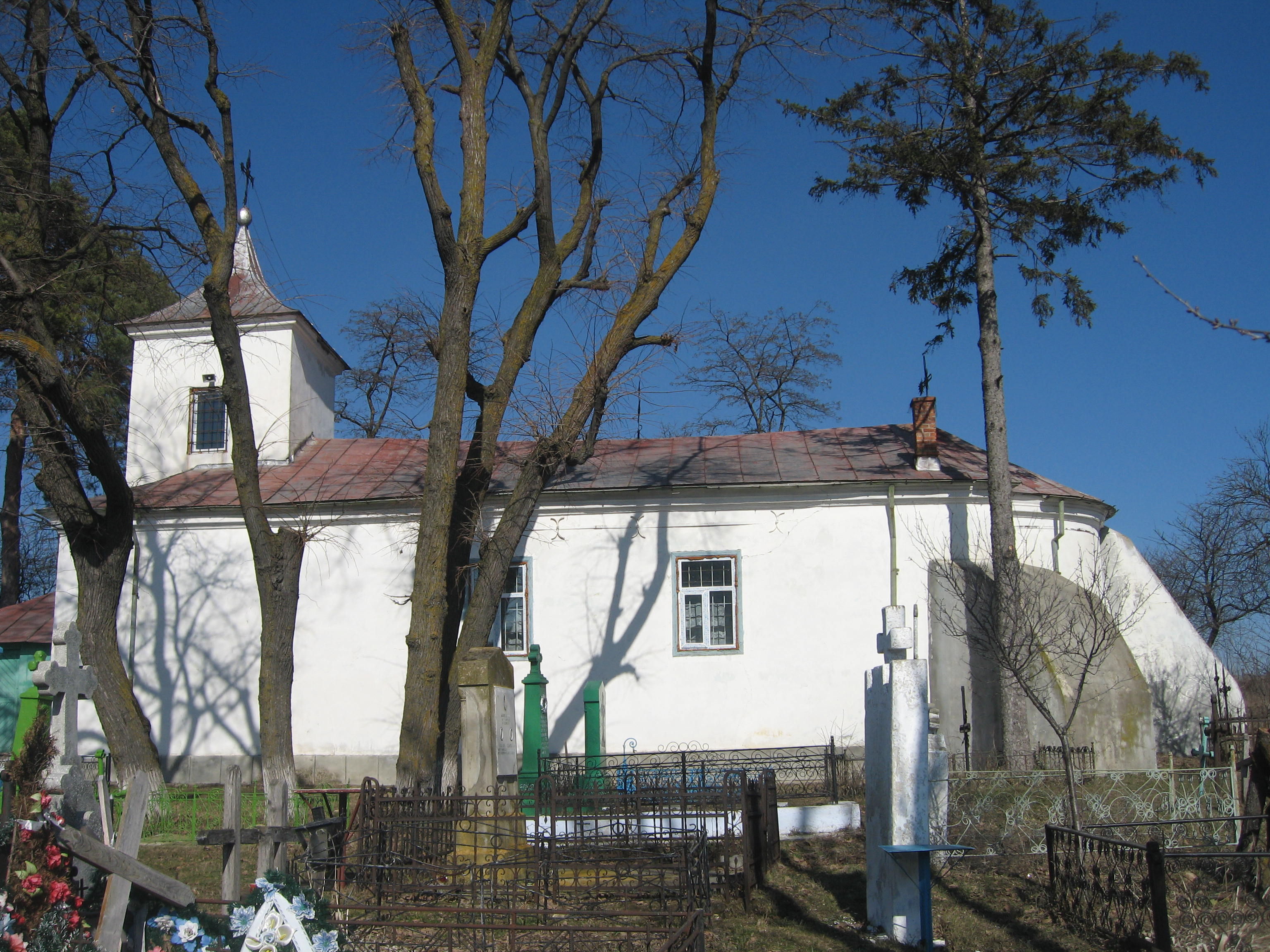
Biserica "Sf. Gheorghe" din Drăguşeni.

Biserica Sfântul Gheorghe din Drăgușeni a fost ctitorită în anul 1815 de vornicul Iordache Râșcanu, în satul Drăgușeni din comuna omonimă (aflată în județul Iași, la o distanță de aproximativ 38 km de municipiul Iași). Ea se află localizată în cimitirul din centrul satului. 
Biserica "Sf. Gheorghe" din Drăgușeni a fost inclusă pe Lista monumentelor istorice din județul Iași din anul 2015, având codul de clasificare cod LMI IS-II-m-B-04152 .

## Istoric
Biserica "Sf. Gheorghe" din Drăgușeni a fost ctitorită în anul 1815 de vornicul Țării de Sus Iordache Râșcanu, pe atunci căminar, în cimitirul localității, care la vremea respectivă era pe moșia ctitorului și se afla în județul Vaslui.
Lăcașul de cult a fost reparat de mai multe ori în decursul timpului, într-una din dăți pe la 1890 de August Râșcanu, nepotul lui Iordache Râșcanu.

## Arhitectura bisericii
Biserica "Sf. Gheorghe" din Drăgușeni a fost construită din piatră, având formă de navă, cu altar semicircular. Ea este compartimentată în patru încăperi: pridvor, pronaos, naos și altar. Deasupra pronaosului a fost înălțat un turn-clopotniță. Pridvorul de lemn de pe latura vestică a fost adăugat ulterior. 
Biserica a fost afectată de alunecări de teren, ea fiind susținută în prezent de două contraforturi groase (una pe absida altarului și a doua pe latura sudică, între naos și altar).

## Imagini

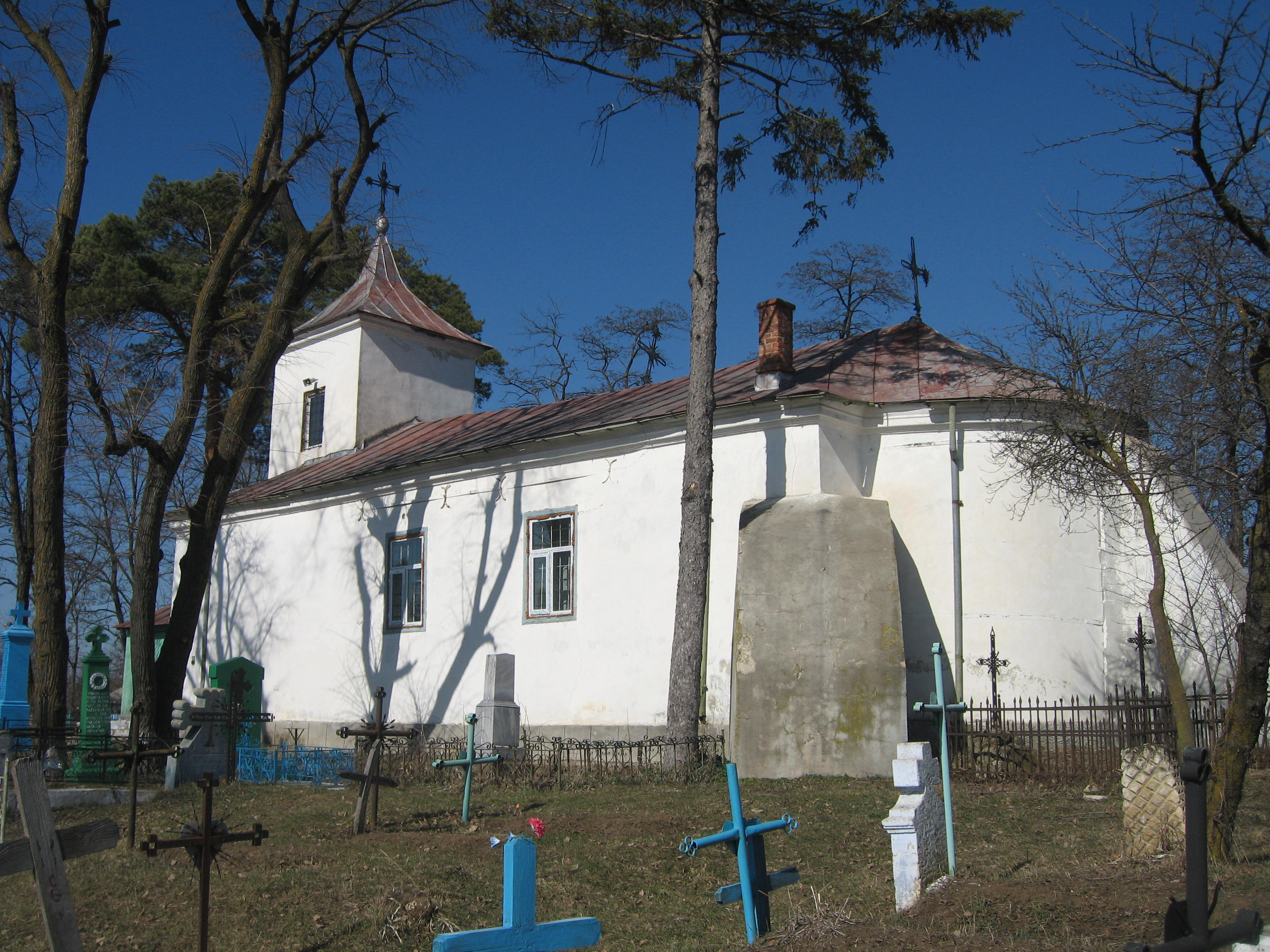
Biserica văzută de pe latura sudică
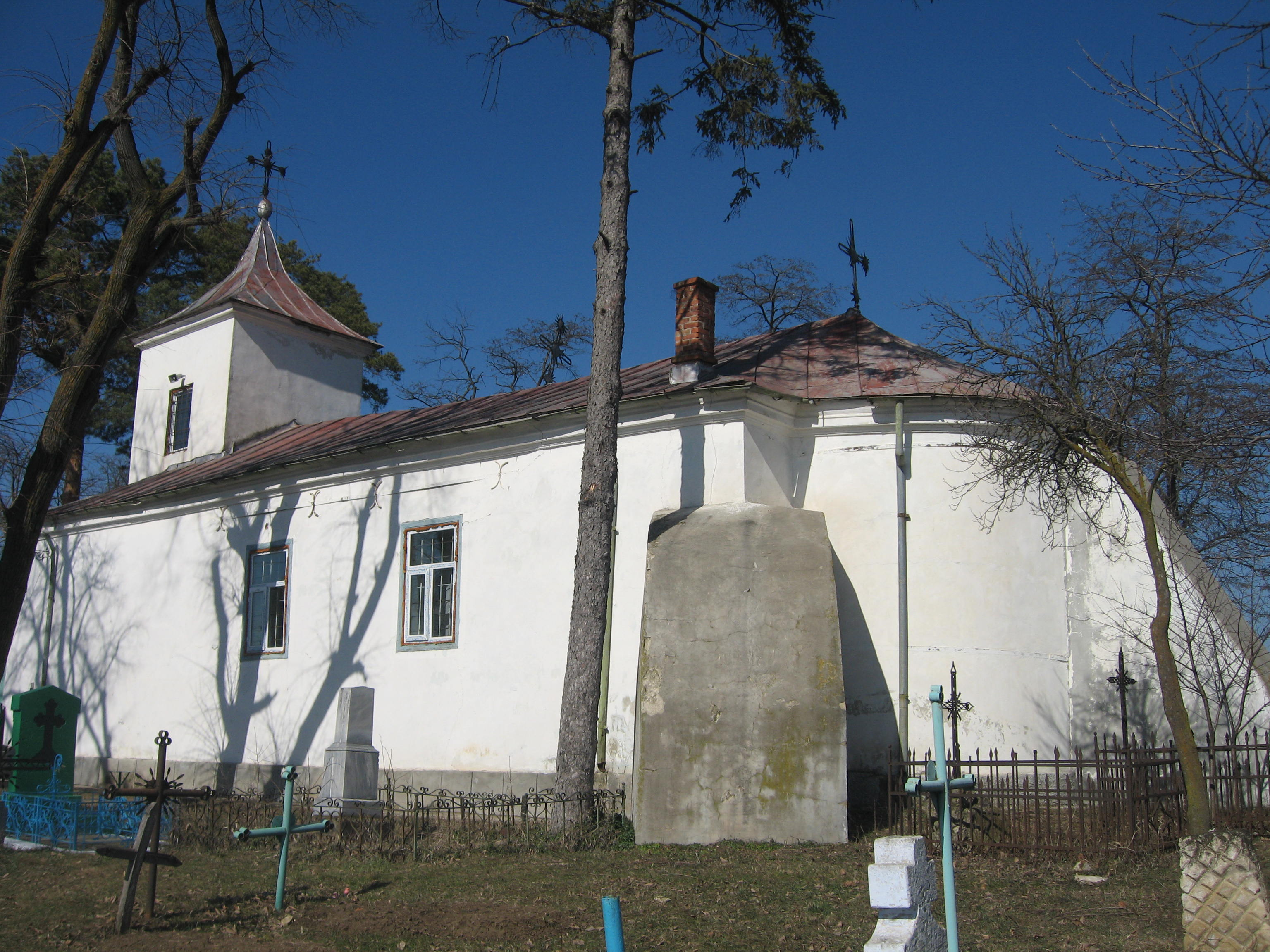
Biserica văzută dinspre sud-est
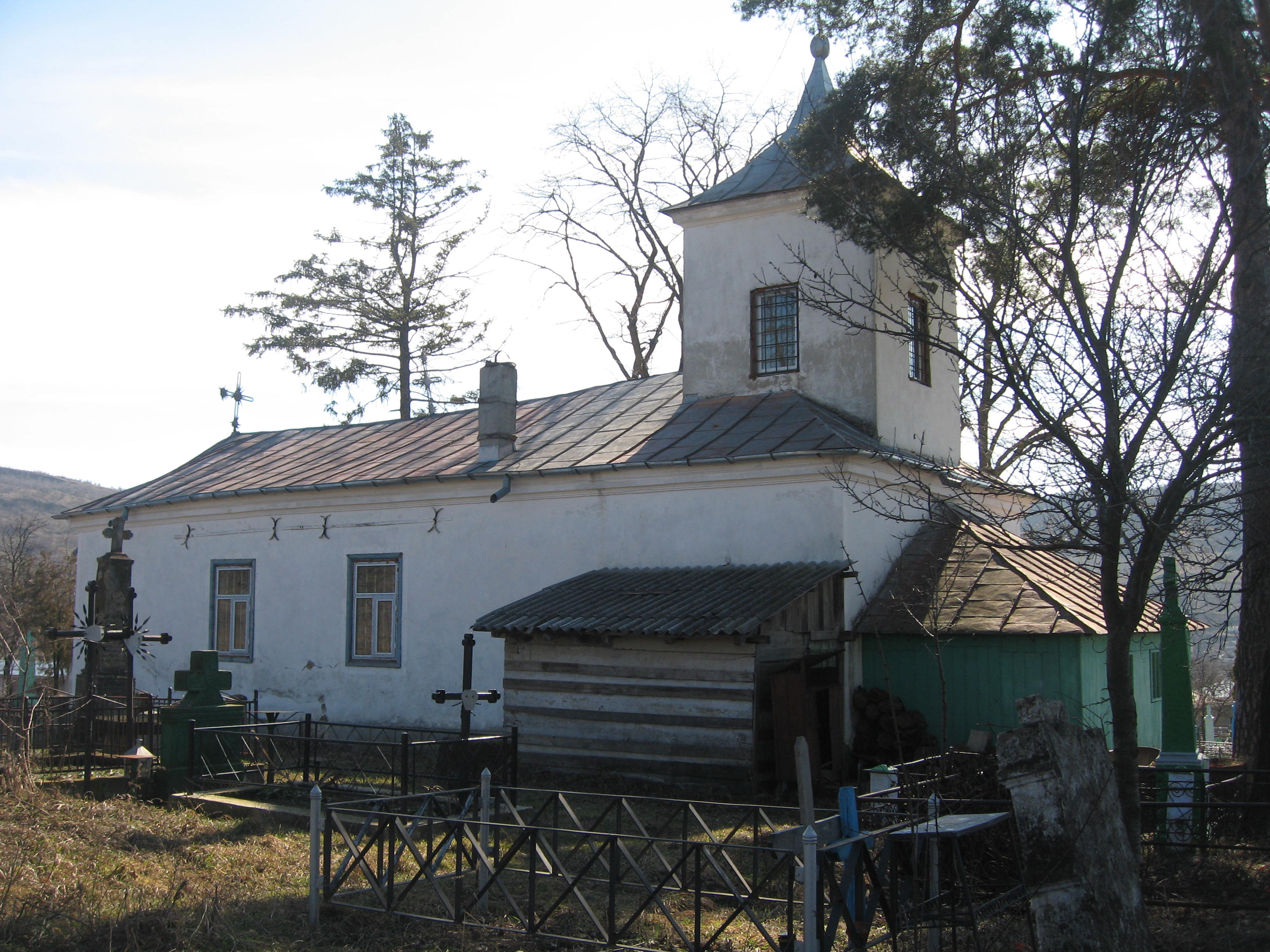
Biserica văzută dinspre nord-vest
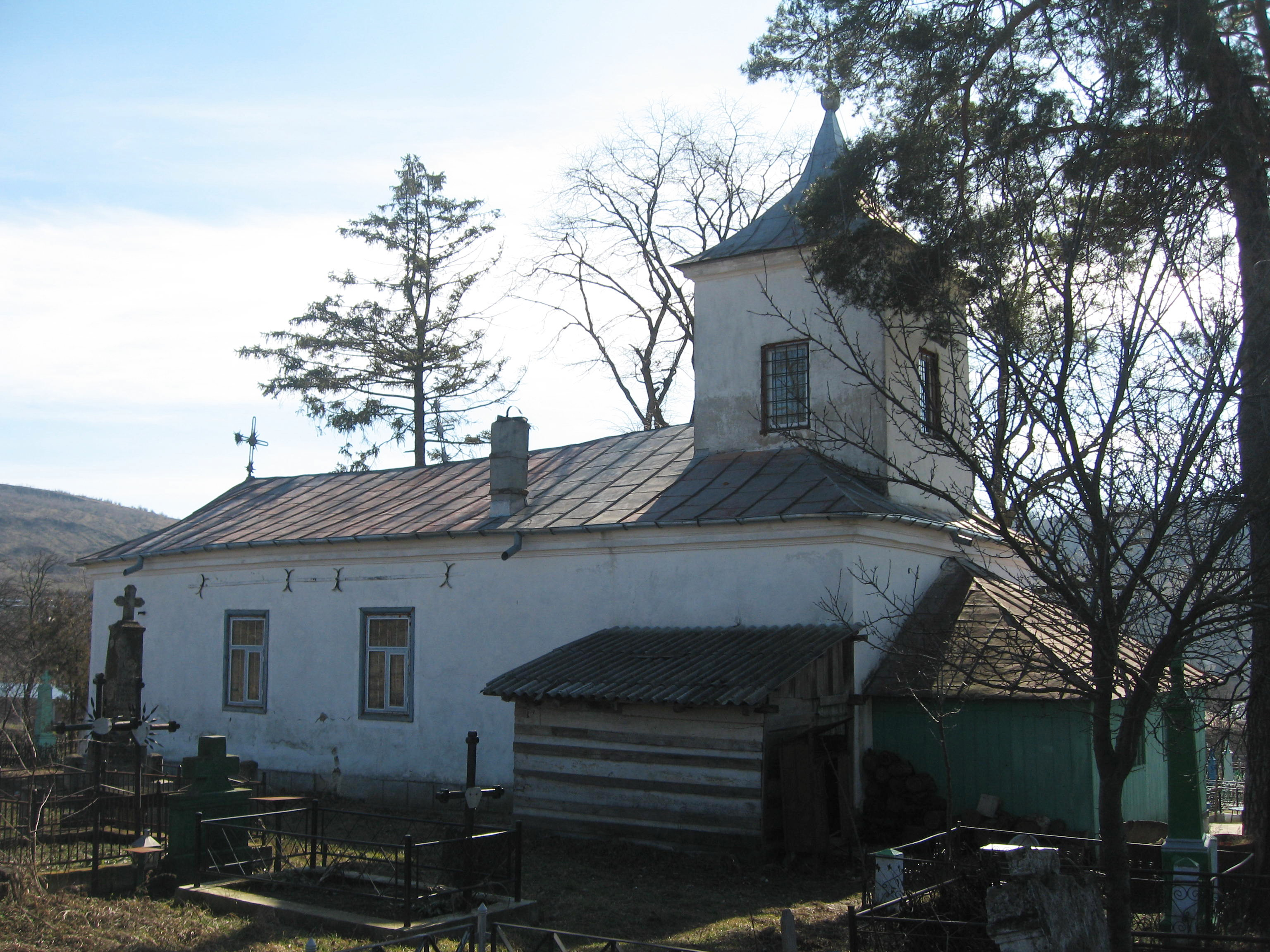
Biserica văzută de pe latura de nord-vest
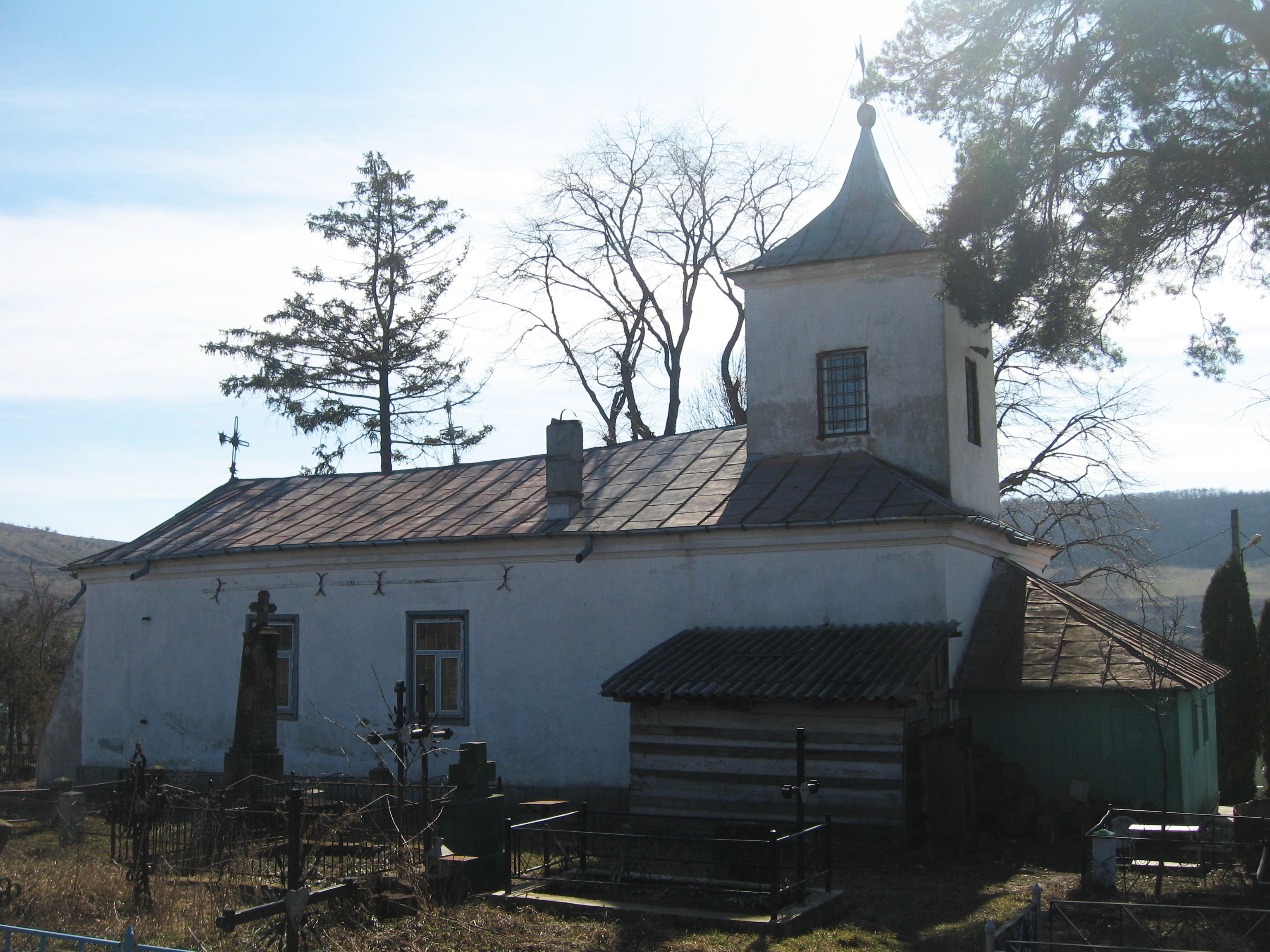
Biserica văzută de pe latura nordică
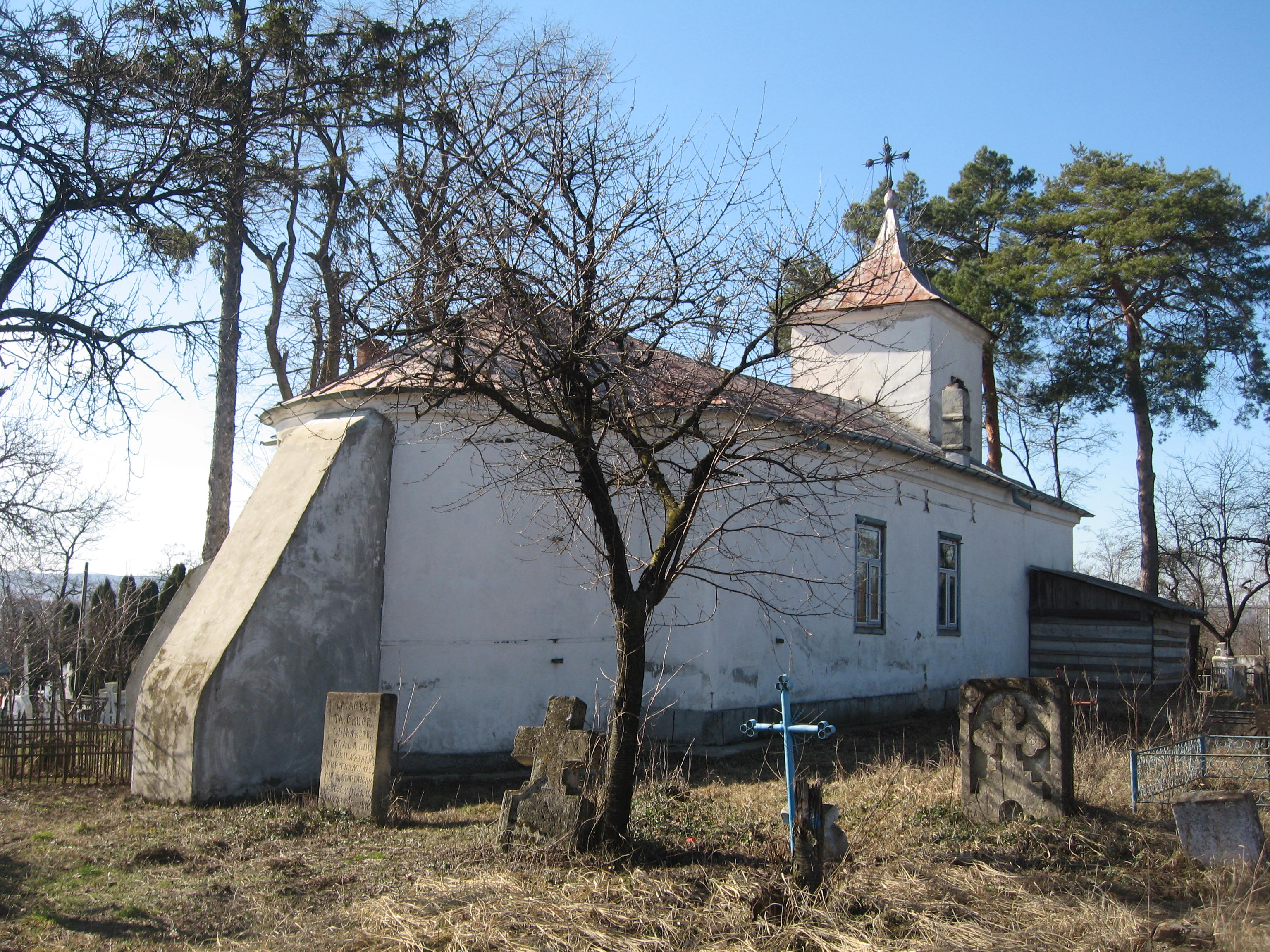
Biserica văzută dinspre nord-est
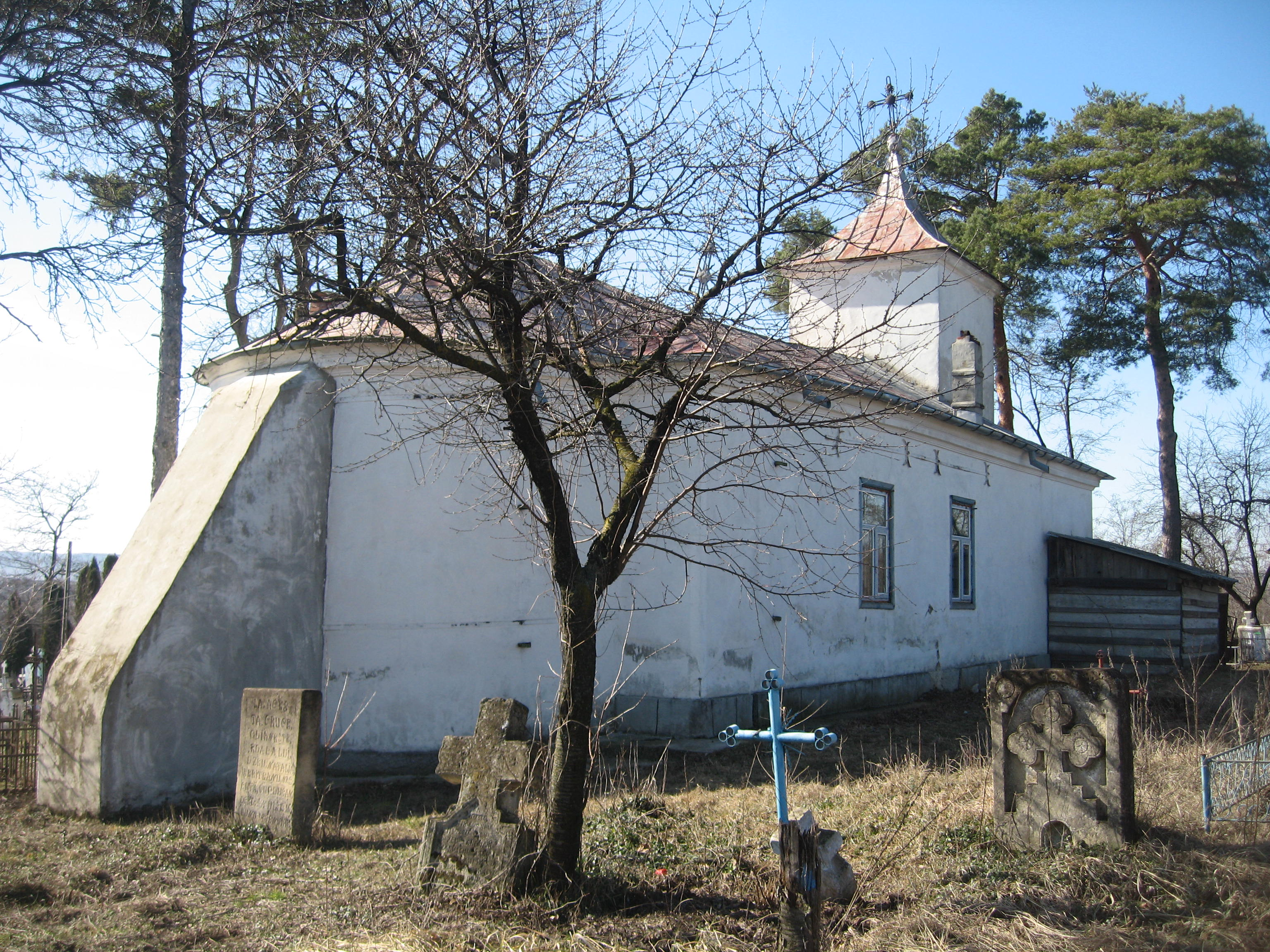
Biserica văzută dinspre nord-est
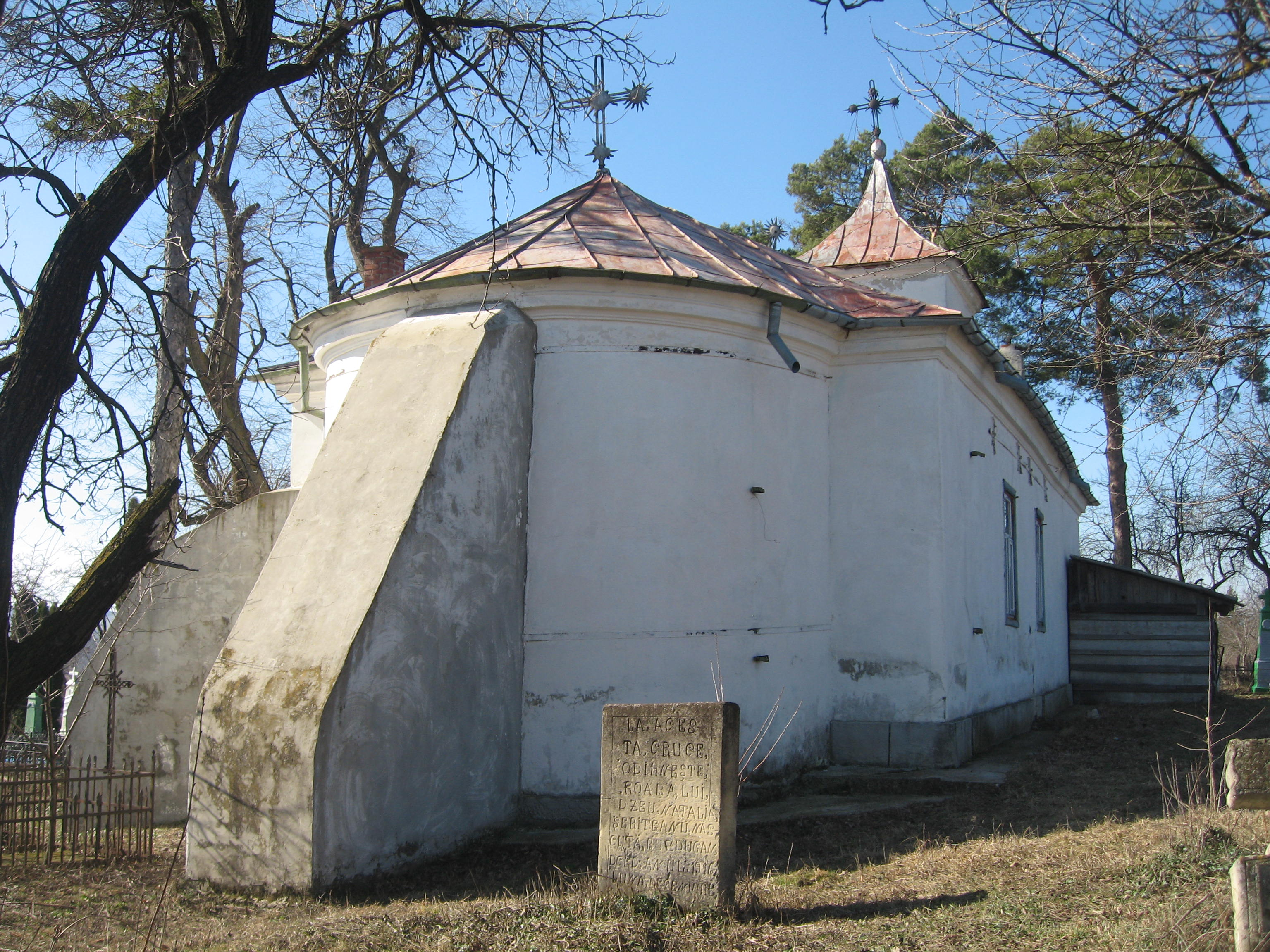
Absida altarului
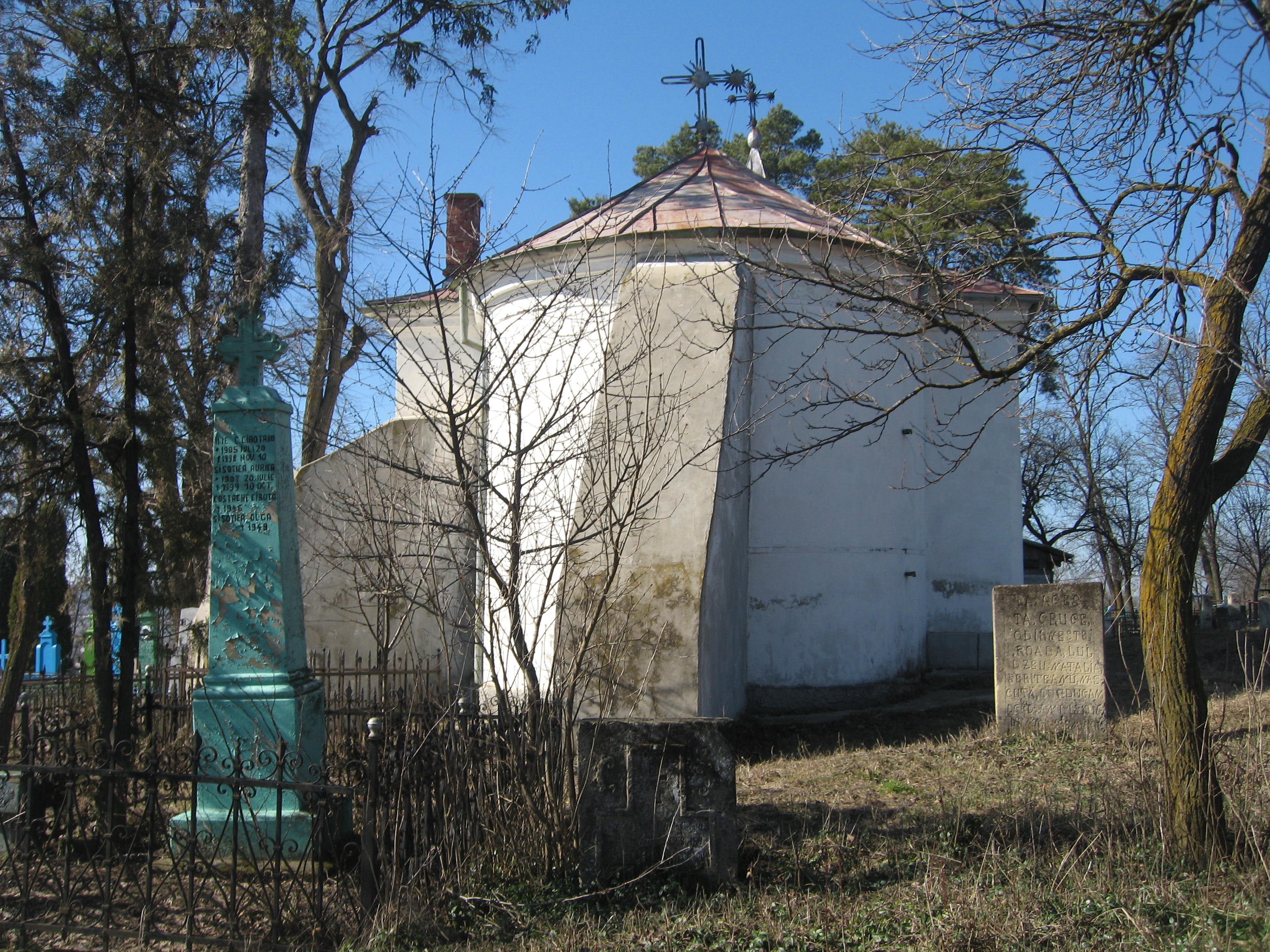
Absida altarului
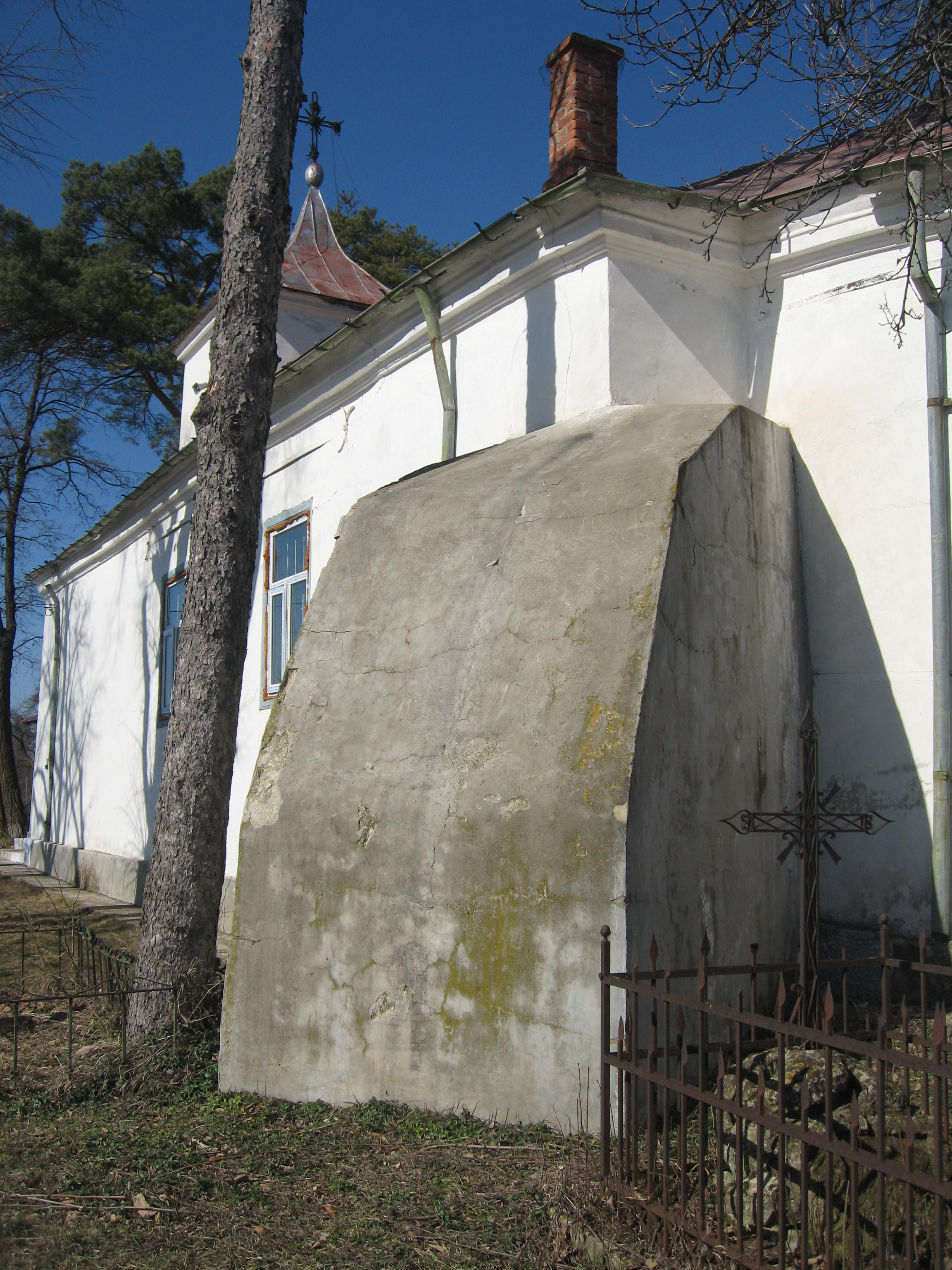
Contrafort gros pe latura sudică
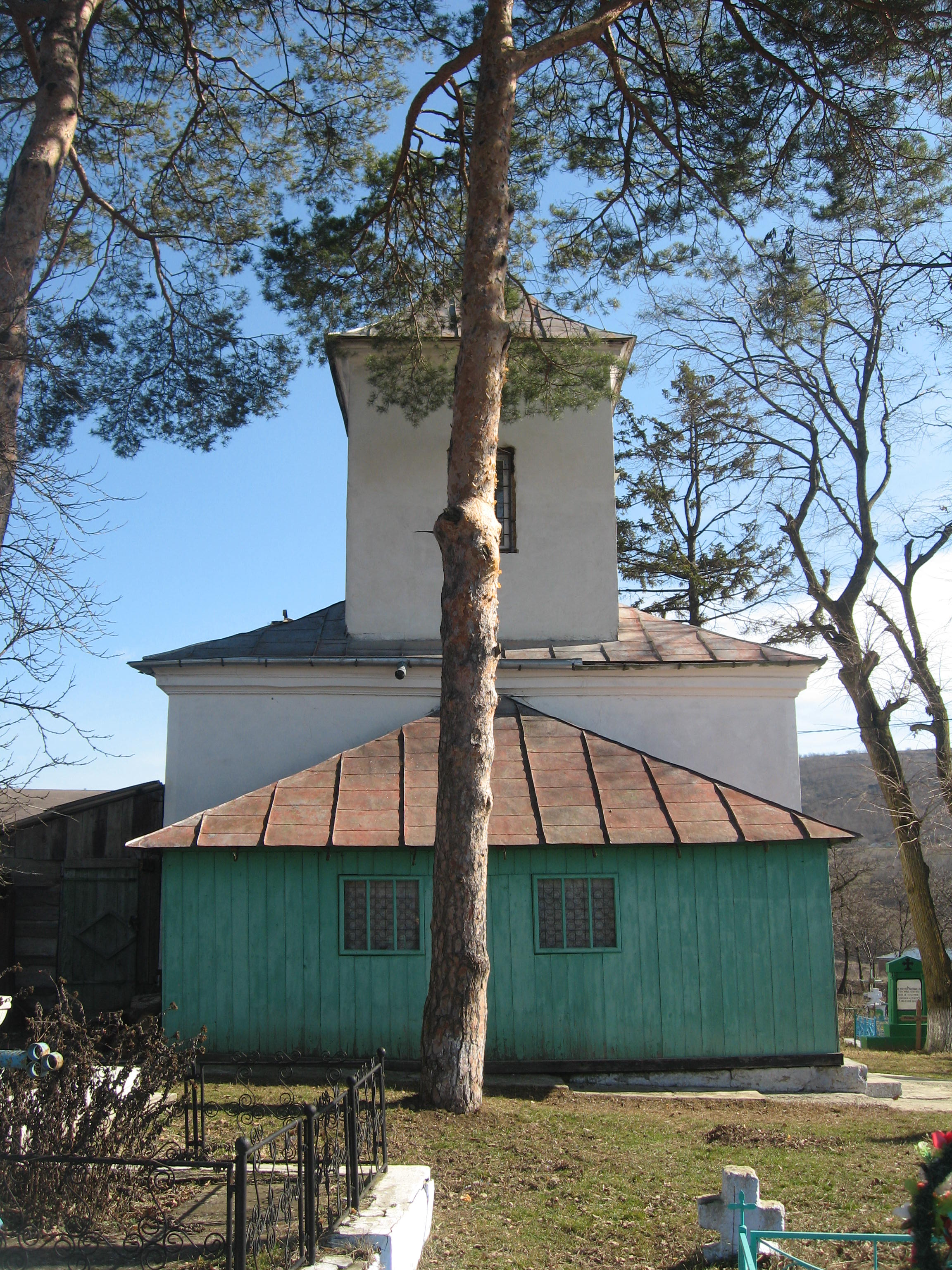
Clopotnița de pe latura vestică
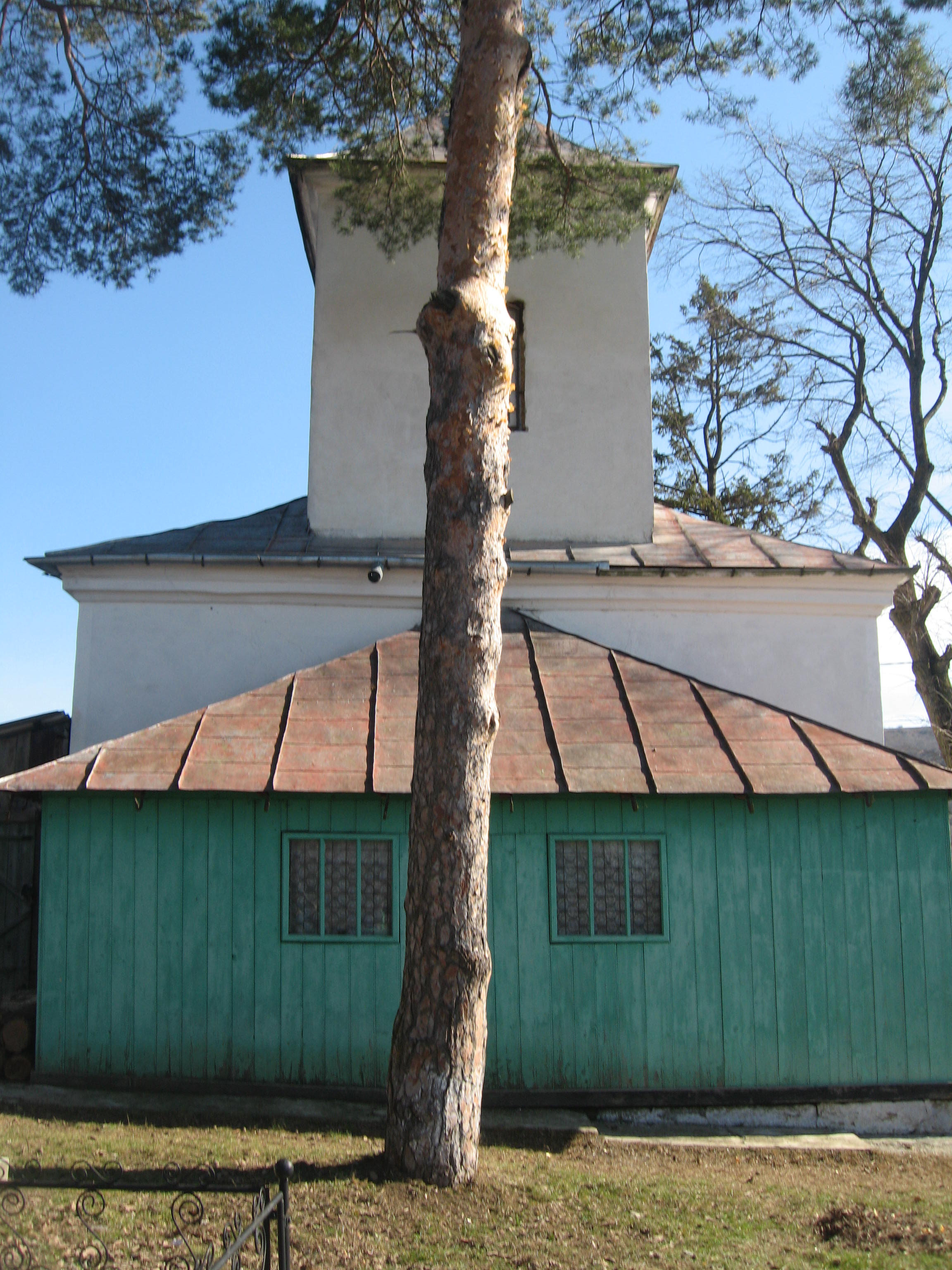
Clopotnița de pe latura vestică